# Scheerwolde
Scheerwolde is een dorp in de gemeente Steenwijkerland in de Kop van Overijssel.
Het ligt niet ver van de plaats Blokzijl, nabij de provinciale weg N333 tussen Marknesse en Steenwijk. De plaats ligt aan het Steenwijkerdiep, tussen de natuurgebieden De Weerribben en De Wieden.

## Geschiedenis
Scheerwolde werd in 1952 gesticht met een symbolische handeling door koningin Juliana. Zij onthulde een gedenksteen met daarop een Feniks; een vogel die volgens de mythe uit haar as kon herrijzen. Met dit symbool wilde men verwijzen naar het vroegere Scheerwolde, dat ten noorden van het huidige dorp lag. Deze nederzetting was in de 13e eeuw een parochie en staat in oude geschriften aangeduid als 'Scaerwold'.
Het dorp werd in de jaren vijftig opgericht om als woonplaats te dienen voor landarbeiders in verband met de nieuwe inpolderingsplannen in deze omgeving. Met de vrijwel gelijktijdig opkomende landbouwmechanisatie heeft Scheerwolde voor dat doel nauwelijks betekenis gehad. Er was simpelweg bijna geen vraag meer naar arbeidskrachten in de agrarische sector. Het dorp heeft het dan ook jarenlang moeilijk gehad. De bewoners zijn nu voornamelijk werkzaam in naburige steden als Steenwijk en Meppel.
De groeiende toeristische interesse voor de kop van Overijssel gaf het dorp een nieuwe impuls. In 2010 is een start gemaakt met revitalisering van de plaats, de openbare ruimte kreeg een opknapbeurt en streekcentrum de Wielewaal werd verbouwd. Tussen het dorp en het Steenwijkerdiep zijn 30 nieuwe woningen gerealiseerd op ruime kavels. Het plan Scheeremeer dat onder andere een groot park met recreatie woningen en een nieuwe watersporthaven behelsde is in 2010 voor onbepaalde tijd uitgesteld. Watersportvereniging Scheerwolde, de plaatselijke watersportvereniging, beschikt over 20 ligplaatsen voor schepen van maximaal 8,5 meter lang.

## Geboren
- Saskia de Jonge (1986), Nederlands zwemster